# 保罗·巴伯
保罗·巴伯（英語：Paul Barber，1955年5月21日—），英国男子曲棍球运动员。他曾代表英国国家队参加1984年和1988年夏季奥林匹克运动会曲棍球比赛，获得一枚金牌和一枚铜牌。